# Моногамија (репер)
Милош Бобић (Београд, 27. децембар 1979) познатији под псеудонимом Ем Си Моногамија, српски је репер. Каријеру је започео 1995. године, када је снимио прву песму и био члан бенда. Са експлицитним и бруталним текстовима, који су најчешће везани за теме београдског асфалта, насиља и дроге, придобио је наклоност великог дела поштоваоца српског хип хопа.

## Биографија и каријера
Рођен је 27. децембра 1979. године у Београду, где је завршио основну, средњу и Високу хотелијерску школу. Током похађања средње школе заинтересовао се за музику.
Каријеру је започео 1995. године када је снимио прву песму. Био је члан бенда Nite Lite од 1996. године са којим је снимио неколико песама. Први наступ имао је са групама Фул мун и Belgrade ghetto 1996. године у Дому омладине Београда. Године 1997. основао је хардкор реп бенд Up Against The Wall, са којим је снимио неколико песама, а бенд је расформиран након почетка НАТО бомбардовања СРЈ. Године 2001. снимио је неколико песама, међутим због експлицитних текстова песама није могао да нађе издавача. У наредном периоду снимио је велики број демо песама, а почетком 2005. године позван је да представи песме на СКЦ радију, где је упознао Еуфрата и Давора Бобића Москрија из групе Прти Бее Гее.
Први студијски соло албум под називом Бахата фамилија објавио је 2006. године за издавачку кућу Take it or leave it, а продуцирао га је Еуфрат, члан групе Прти Бее Гее. На албуму се нашло шеснаест песама, а гости су били чланови групе Прти Бее Гее, Војвода, Бвана, Мараја из групе Бичарке на трави и Bad B.
Године 2007. заједно са репером Ђусом објавио је дистрек Редаљка 1, на којем су изнели критике за већи део репера са српске хип хоп сцене и неколико репера са босанскохерцеговачке хип хоп сцене. По независном интернет магазину и веб-сајту loudpack.zone, Редаљка 1 је напознатији дистрек са српске хип хоп сцене. Неколико месеци касније, такође 2007. године објављен је други део песме, под називом Редаљка 2.
Други студијски албум Ловац на курве објавио је почетком 2009. године такође за Take it or leave it. На албуму се нашло петнаест песама, а на њему су гостовали Микри Маус, Ненад Алексић Ша, Пава, Дерач, Немања Којић Којот, Вокс, Хартман и панк-рок група Ритам нереда. Трећи студијски албум под називом Лоботомија објављен је 2010. године, а на албуму су гостовали Ill Goverment, Lazy Gang, Мараја, Дерач, Еуфрат, Саша Миленковић гитариста групе Бадвајзер, Марко Зечевић, Његош Стањевић и Александар Христић.
Године 2012, у сарадњи са продуцентом Salier del Flores-om објавио је албум Брзински у форми, на којем се нашло петнаест песама, а гости су били репери Севен и Дерач.
Године 2020. објавио је ЕП под називом Болест измиче контроли, заједно са MGom и Leonom Walkerom.

## Дискографија

### Албуми
- Бахата фамилија (2006)
- Ловац на курве (2009)
- Лоботомија (2010)
- Брзински у форми (2012)

### ЕП-ови
- Болест измиче контроли (2020)

### Спотови
- (са Микри Маусом)
- Који курац барбике
- За Моса
- Ђиха, ђиха
- Ожени је соме (са Карлом Загорцем)
- За сва времена (са Дерачом)
- Пегула
- Црна беда (са Бизнисменом)
- Лето ван града  и
- Пази да не заспиш
- Мојне с' нама (са Микри Маусом)
- Ми смо (са Џокером)
- Одабрани (са Day Who-ом)
- Челични Џони
- Заувек (са Леон најт вокером)
- Јак са јаким (са Хорсменом Којотом)
- Улице Заувек (са Флером)